# Casale (Pignone)
Casale è una frazione di 109 abitanti nel comune di Pignone, nella bassa Val di Vara, in Liguria.

## Storia
Il borgo di Casale fu un antico possedimento dell’abbazia di Brugnato ed era sede di un castello, come menzionato nella convenzione stipulata nel 1179 tra il vescovo di Brugnato Lanfranco ed il Comune di Genova; il consolato di Casale dipendeva dal Capitanato di Levanto e non da Pignone, che si trovava sotto la podesteria di Corvara.
Il paese allora era denominato Rotomola o Rutumula e dal 1274 seguì le vicende di Brugnato e della Repubblica di Genova, alla quale fu aggregato.
All'inizio del XIX secolo Casale diviene sede comunale e di curia civile e criminale dei consoli locali nel capitaneato genovese di Levanto, alla quale vengono aggregati Pignone e Cassana nel 1806; nel 1838 Casale viene inglobato nel comune di Pignone.

## Monumenti e luoghi d'interesse

### Architetture religiose
- Chiesa di San Martino Vescovo, risalente al XIII secolo e modificata nel XVII;[2]
- Oratorio di Nostra Signora della Neve.

### Architetture civili
- Ponte vecchio, distrutto dagli eventi alluvionali del 2011.

### Aree naturali
- Grotte carsiche lungo la strada provinciale per il paese, considerate per le loro caratteristiche morfologiche tra le più complesse della provincia spezzina, nei venti metri di profondità le grotte ospitano colonie di pipistrelli ed alcuni esemplari di geotritone, tra i quali lo Speleomantes ambrosii.